# Luiz Melodia
Luiz Carlos dos Santos (Rio de Janeiro, 7 de janeiro de 1951 – Rio de Janeiro, 4 de agosto de 2017), mais conhecido como Luiz Melodia, foi um ator, cantor e compositor brasileiro de MPB, rock, blues, soul e samba. Filho do sambista e compositor Oswaldo Melodia, de quem herdou o nome artístico, cresceu no morro de São Carlos no bairro do Estácio.
Foi casado com a cantora, compositora e produtora Jane Reis de 1977 até sua morte, e era pai do rapper Mahal Reis (1980).
Lança seu primeiro LP em 1973, Pérola Negra. No "Festival Abertura", competição musical da Rede Globo, consegue chegar à final com sua canção "Ébano".
Nas décadas seguintes Melodia lançou diversos álbuns e realizou shows no Brasil e na Europa. Em 1987, apresentou-se em Chateauvallon, na França, e em Berna, Suíça. Em 1992, participou do "III Festival de Música de Folcalquier", na França, e, em 2004, do Festival de Jazz de Montreux, à beira do Lago Leman, onde se apresentou no Auditorium Stravinski, palco principal do festival.
Participou do quarto disco solo do titã Sérgio Britto, lançado em setembro de 2011 (Purabossanova).
Em 2015, ganhou o 26º Prêmio da Música Brasileira na categoria Melhor Cantor de MPB. Em 31 de maio de 2018, foi confirmado como homenageado póstumo da 29º Prêmio da Música Brasileira.

## Biografia
Luiz Carlos dos Santos, Luiz Melodia, nasceu no morro do Estácio, bairro da cidade do Rio de Janeiro, no dia 7 de janeiro de 1951. Único filho homem de Oswaldo e Eurídice, descobriu a música ao ver o pai tocando em casa: “Fui pegando a viola dele, tirando uns acordes, observando. Ele não deixava eu pegar a viola de 4 cordas que era uma relíquia, muito bonita, onde eu aprendi a tocar umas coisas“.
Apesar da precoce afinidade com a música, Luiz acabou contrariando seu pai, que sonhava vê-lo um “doutor” formado: “Ele não apoiava, não adiantou coisíssima alguma, até porque as coisas foram acontecendo. Depois ele veio a curtir para caramba, quando ele faleceu, perdi um grande fã.”, revela.

Começou sua carreira musical em 1963 com o cantor Mizinho, ao mesmo tempo em que trabalhava como tipógrafo, vendedor, caixeiro e músico em bares noturnos. Em 1964 formou o conjunto musical Os Instantâneos, com Manoel, Nazareno e Mizinho. Depois de abandonar o ginásio Melodia passou a adolescência compondo e tocando sucessos da jovem guarda e bossa nova, com o grupo ‘Instantâneos” formado com amigos. Essa experiência juntamente com a atmosfera em que vivia - do tradicional samba dos morros cariocas - , resultaram em uma mescla de influências que renderam a Luiz Melodia um estilo único, logo acabou por chamar atenção de um assíduo frequentador do morro do Estácio, o poeta Wally Salomão e de Torquato Neto. Através de Wally, Gal Costa acabou conhecendo um de seus compositores prediletos, resultando na gravação de “Pérola negra” no disco “Gal a todo vapor” de 1972. Pouco depois era vez de “Estácio, Holly Estácio”, ganhar sua interpretação na voz de Maria Bethânia.  Foi nesta época que o artista assumiu então o nome de Luiz Melodia - apropriando o sobrenome artístico de seu pai Oswaldo - , e lançou no ano seguinte (1973) seu primeiro e antológico disco “Pérola negra” sua postura porém, mantinha a mesma irreverência e inquietude, da do garoto que tocava iê-iê-iê nos berços de samba carioca, que lhe rendeu um estilo musical inconfundível, assim como críticas que o consideravam um artista “maldito”, ao lado de nomes como Fagner e João Bosco, por exemplo, afirmou: 
“Não éramos pessoas que obedeciam. Burlávamos, pode-se dizer assim, todas as ordens da casa, da gravadora; rompíamos com situações que não nos convinham. Sempre acreditei naquilo que fiz e faço.”
Sua carreira acabou por consolidar-se no disco seguinte, “Maravilhas contemporâneas” (1976), popularizado pela canção “Mico de circo” (1978), que seria gravado em seu retorno ao Rio.
Nas décadas seguintes Melodia lança diversos álbuns e realiza shows, inclusive internacionais. Em 1987, apresenta-se em Chateauvallon, na França e em Berna, Suíça, além de participar em 1992 do "III festival de Música de Folcalquier" na França e em 2004 do Festival de Jazz de Montreux à beira do lago Lemán, onde se apresentou no auditório Stravinski, palco principal do festival.
Já conhecido do público e tendo alcançado seu espaço no cenário da MPB, Luiz Melodia lança “Nós” em 1980. No disco seguinte “Relíquias” (1985), faz uma releitura com novos arranjos para sucessos como “Ébano”, “Subanormal” - e no registro intimista intenso de “Acústico - ao vivo” (1999), em que Melodia passeia novamente por sua obra, agora através da espontaneidade de um disco gravado ao vivo durante sua turnê nacional, considerado sucesso de público e crítica.

### Morte
O músico faleceu na madrugada do dia 4 de agosto de 2017, em decorrência do agravamento de um mieloma múltiplo, um tipo raro de câncer que acomete a medula óssea. Foi sepultado no Cemitério de São Francisco de Paula (Catumbi).

## Década de 70
Em 1972, sua música "Pérola Negra" foi gravada por Gal Costa no LP "Gal a todo vapor", através dos poetas-compositores Torquato Neto e Wally Salomão, que o ouviram no bairro carioca do Estácio, onde morava o compositor. Nesse mesmo ano, Maria Bethânia gravou sua composição "Estácio, Holly Estácio". No ano seguinte, em 1973, lançou o primeiro LP, "Pérola negra", registrando suas composições "Magrelinha", "Estácio, Holly Estácio", "Vale Quanto Pesa" e "Farrapo Humano", entre outras. Dois anos depois, em 1975, foi finalista do "Festival Abertura", da TV Globo, com a música "Ébano". Em 1976, sua música "Juventude Transviada" foi incluída na trilha sonora da novela "Pecado Capital" (Rede Globo) e gravada no seu LP "Maravilhas Contemporâneas". Ainda nos anos 1970, quando começou a ser mais conhecido, participou do "Projeto Pixinguinha", dividindo o palco com Zezé Motta. No ano de 1978, gravou o LP "Mico de Circo".

## Décadas de 80 e 90
Na década de 1980, lançou os LPs "Nós" (1980), "Felino" (1983), "Claro" (1985) e "Pintando o sete" (1989). Este último incluiu um de seus maiores sucessos, "Codinome beija-flor" (Cazuza, Ezequiel Neves e Reinaldo Arias). Em 1991, gravou "Codinome beija-flor" para a trilha sonora de "O Dono do Mundo", novela da TV Globo. No ano de 1995, lançou o CD "Relíquias", e fez participação especial no CD "Guitarra Brasileira", de Renato Piau, no qual interpretou "Me Beija", parceria com Renato Piau e Tureko. No disco também interpretou "Fadas", de sua autoria. Em 1997, lançou o CD "14 Quilates". No ano posterior, em 1998, participou do disco-homenagem "Balaio do Sampaio", de Sérgio Sampaio, produzido por Sergio Natureza, no qual interpretou a faixa "Cruel" (Sérgio Sampaio). Em 1999, lançou "Luiz Melodia: Acústico, ao vivo", gravado no Teatro Rival (RJ), com a participação de Renato Piau (violão de aço e náilon) e Perinho Santana (violão de náilon e guitarra). Interpretou também músicas de outros compositores, como Zé Kéti e Hortêncio Rocha na faixa "Diz que fui por aí".

## 2000–2006
No ano de 2000, realizou o mesmo show no Garden Hall, no Rio de Janeiro. No ano seguinte, em 2001, lançou o CD "Retrato do artista quando coisa", com arranjos de cordas e sopros. O disco, produzido pelo guitarrista Perinho Santana, com arranjos sofisticados de sopros e cordas na maioria das faixas, contou com a participação de Ricardo Silveira (guitarra) e Luiz Alves (baixo acústico). No repertório incluiu suas composições "Feeling da música" (c/ Ricardo Augusto e Hyldon); "Gotas de saudade" (c/ Perinho Santana; "Lorena" (c/ Renato Piau e Mahal), que contou com a participação de seu filho Mahal; "Brinde" (c/ Ricardo Augusto), "Esse filme eu já vi" (c/ Renato Piau), "Perdido", "Boa atmosfera", "Quizumba" (c/ Cara Feia) e a faixa-título, sobre versos de Manoel de Barros, além de "Otimismo" (Célio José e Marize Santos), "Levanta a cabeça" (Ivan Nascimento e Osvaldo Nunes), "Sempre comigo" (William Duba e Anísio Silva) e "Poderoso gangster" (Guida Moira). Lançou no ano de 2002, o CD e o DVD "Luiz Melodia Convida - Ao vivo", gravado no Polo Cine Vídeo, no Rio de Janeiro, com a participação de Zeca Pagodinho, Zezé Motta e Luciana Mello, entre outros artistas. O CD ganhou como faixa bônus "Presente cotidiano", dueto com Gal Costa gravado em estúdio. Apresentou-se, em 2005, no Parque dos Patins, no Rio de Janeiro, dentro do projeto "Vivo na Lagoa". Neste mesmo ano participou do CD "Um pouco de mim - Sergio Natureza e amigos", no qual interpretou "Vela no breu" (Paulinho da Viola e Sergio Natureza). No ano seguinte, em 2006, apresentou-se no Teatro Rival BR, no Rio de Janeiro e foi capa da revista "Carioquice", editada pelo Instituto Cultural Cravo Albin. Neste mesmo ano, ao lado de Eudes Fraga, Wanda Sá e Claudia Telles, participou do CD "Par ou ímpar", de Marcelo Lessa e Paulinho Tapajós, no qual interpretou a faixa "Veludo azul".

## MTV 2008 – Estação Melodia MTV
Luiz Melodia – Estação Melodia MTV (2008)
Há sete anos, Melodia acalentava a ideia de um projeto sobre samba. Paralelo a isso, em meados de 2006, o cantor foi convidado para fazer um show especial em comemoração aos 70 anos do Teatro Rival, no Rio de Janeiro. Focado em sambas de várias épocas, o espetáculo seria o embrião, por assim dizer, do disco Estação Melodia, cujo repertório é a base do espetáculo que originou estes CD, DVD e programa Especial MTV. No carnaval do ano passado, o repertório foi fechado e um desejo antigo começava a se delinear. Assim, cinco anos depois de seu último CD em estúdio, Melodia voltava à cena com um trabalho de interpretação; que não deixa, em última instância, de ser também de composição: a assinatura que o cantor imprime às canções é tão particular, que perpassa a nítida impressão de co-autoria.

## Participações e lançamento do álbum Zerima (2011–2014)
Em 2011, participou do quarto disco solo do titã Sérgio Britto, lançado em setembro de 2011 (Purabossanova).
Em 2013, apresentou-se no Teatro Rival (RJ). Nesse mesmo ano, foi lançada a caixa "Três tons de Luiz Melodia", contendo três álbuns gravados pelo cantor em três décadas diferentes: "Pérola negra", de 1973, "Felino", de 1983, e "Pintando o sete", de 1991. No ano de 2014 lançou em show no Teatro Rival BR, no Rio de Janeiro, o CD "Zerima", seu 14º disco solo (gravadora Som Livre).
Zerima
Zerima é o décimo terceiro álbum de estúdio do cantor e compositor Luiz Melodia, lançado em 2014 pela gravadora Som Livre. Depois de 13 anos sem um disco de inéditas, Luiz Melodia voltou ao seu típico gênero musical. O samba (e outras bossas) ouvido nas 14 faixas é tão pessoal e intrasferível quanto sua ótima qualidade vocal. Cheio da classe e do suingue habituais, Melodia apresenta novas composições como ‘Cheia de graça’ (Luiz Melodia), cujos versos “o desejo é fera que devora” dão a tônica amorosa que perpassa o trabalho. Um amor dolente com jeito de fossa, como em ‘Dor de Carnaval’ (Luiz Melodia), que conta com a participação especial da cantora e compositora paulista Céu.

## Prêmios
Em 2015, ganhou o "Prêmio Música Popular Brasileira" na "Categoria MPB - CANÇÃO POPULAR - Melhor Cantor" pelo disco "Zerima". Neste mesmo ano, fez turnê de lançamento do CD "Zerima", por Belo Horizonte, Porto Alegre, São Paulo e Rio de Janeiro, em show no Circo Voador, na Lapa, zona boêmia da cidade.

## Discografia
- 1973 Pérola Negra
- 1976 Maravilhas Contemporâneas
- 1978 Mico de Circo
- 1980 Nós
- 1983 Felino
- 1987 Decisão
- 1988 Claro
- 1991 Pintando o Sete
- 1995 Relíquias
- 1997 14 Quilates
- 1999 Acústico ao Vivo
- 2001 Retrato do artista quando coisa
- 2003 Luiz Melodia Convida
- 2007 Estação Melodia
- 2008 Especial MTV - Estação Melodia Ao Vivo
- 2014 Zerima[10][11]

### Participação em trilhas sonoras
- 1975 "Juventude Transviada", tema de Pecado Capital
- 1979 "A Voz do Morro", tema de Feijão Maravilha
- 1991 "Codinome Beija-Flor", tema de O Dono do Mundo
- 1995 "Com Muito Amor e Carinho", tema de Cara e Coroa
- 1997 "Menina Moça" Dueto com Miltinho, tema de Anjo Mau
- 1998 "Quase Fui Lhe Procurar", tema de Torre de Babel
- 1998 "Ébano", tema de Mulher
- 2003 "Valsa Brasileira", tema de Chocolate com Pimenta
- 2005 "Valsa Brasileira", tema de Essas Mulheres
- 2005 "Nós Dois", tema de Bang Bang
- 2007 "Rosa", tema de Amazônia, de Galvez a Chico Mendes
- 2008 "Chegou a Bonitona", tema de Ciranda de Pedra
- 2009 "Pra Você", tema de Se Eu Fosse Você 2-Filme
- 2010 "Magrelinha", tema de Tempos Modernos
- 2011 "Ela Vai Pro Mar", tema de Insensato Coração
- 2015 "Muito Romântico", tema de Alto Astral
- 2017 "Congênito", tema de Os Dias Eram Assim